# Gyneceum (místnost)
Gyneceum (řecky gynaikonitis) byla místnost ve starověkém řeckém obytném domě obývaná ženami. Dle mnohých antických autorů se nacházela v horním patře domu. Jini autoři tvrdí, že se nacházela v přední části domu.
Přestože se o gynaikonitidách zmiňuje mnoho antických autorů, jako například Xenofón či Vitruvius, jejich existence nebyla dosud bezpečně prokázána u žádného obytného domu. Žena byla, na rozdíl od muže, neplnoprávnou členkou řecké polis. Celé dny většinou pobývala doma, kde se starala o děti a domácnost.
Protějškem gynecea je mužská část domu, andron (andronitis).